# Agoniste de la dopamine
 (février 2019).
Un agoniste des récepteurs de la dopamine est un composé qui active les récepteurs de la dopamine. Les agonistes des récepteurs de la dopamine activent les voies de signalisation via les protéines G trimères et les β-arrestines, ce qui entraîne des modifications de la transcription des gènes.
On connaît aujourd'hui plusieurs agonistes des récepteurs de la dopamine (D1, D2, D3), qui traitent ces voies de signalisation de manière différentielle. On les appelle des agonistes biaisés,,,,.

## Les usages

Dopamine

Certains médicaments agissent en tant qu'agonistes de la dopamine et peuvent traiter les affections hypo-dopaminergiques (déficits en dopamine); ils sont généralement utilisés pour traiter la maladie de Parkinson (MP), le trouble d'hyperactivité avec déficit de l'attention (TDAH) - sous forme de stimulants, certaines tumeurs hypophysaires (prolactinome) et peuvent être utiles pour le syndrome des jambes sans repos (SJSR). Le ropinirole et le pramipexole sont approuvés par la FDA pour le traitement du syndrome des jambes sans repos. Il existe également un essai clinique en cours visant à tester l'efficacité du ropinirole, un agoniste de la dopamine, pour inverser les symptômes de la dysfonction sexuelle induite par les SSRI. En outre, un examen systématique et une méta-analyse a conclu que le traitement prophylactique avec la cabergoline réduit l'incidence, mais pas la gravité, du syndrome d'hyperstimulation ovarienne (SHO), sans compromettre les résultats de la grossesse, chez les femmes subissant des cycles stimulés de fécondation in vitro (FIV).

## Effets secondaires
Certains des effets secondaires courants des agonistes de la dopamine incluent, :
- Euphorie
- Épanchement péricardique
- Épaississement fibreux de la muqueuse couvrant certains organes internes, notamment le cœur ou les poumons (réaction fibreuse)
- Hallucinations
- Déclenchement ou aggravation d'une psychose
- Hypotension orthostatique, vertiges
- Augmentation de l'intensité orgasmique
- Perte de poids
- Anorexie (symptôme)
- Nausée et vomissements
- Insomnie
- Fatigue ou faiblesse inhabituelle
- Somnolence
- Manifestations possibles de narcolepsie (attaques de sommeil)[10]
- Phénomène de Raynaud (effet secondaire commun des dérivés de l'ergot)
- Syncope
- Secousses, torsions ou autres mouvements inhabituels du corps
- Dépendance pathologique (jeux de hasard, achats, pornographie sur Internet, hyper-sexualité) – en particulier les agonistes des récepteurs dopaminergiques D3
- Après une utilisation prolongée d'agonistes de la dopamine, un syndrome de sevrage peut survenir, pendant la réduction de la dose ou l'arrêt du traitement, avec les effets indésirables suivants: anxiété, attaques de panique, dysphorie, dépression, agitation, irritabilité, idéation suicidaire, fatigue, hypotension orthostatique, nausées, vomissements, diaphorèse (transpiration), douleur généralisée et fringales. Pour certaines personnes, ces symptômes de sevrage sont de courte durée et permettent un rétablissement complet. Pour d'autres, un syndrome prolongé de sevrage peut survenir et persister pendant des mois, voire des années[11].

## Exemples
Les exemples d'agonistes de la dopamine comprennent :

### Agonistes partiels
- Aripiprazole (Agoniste partiel des récepteurs de la famille D2 - Nom commercial "Abilify"; un antipsychotique atypique)
- Phéncyclidine (ou PCP; agoniste partiel. Psychoactivité principalement due à l'antagonisme aux récepteurs NMDA)
- Quinpirole (agoniste partiel des récepteurs D2 et D3)
- Salvinorine A (constituant actif principal de l'herbe psychédélique salvia divinorum, dont la psychoactivité est principalement due à un agonisme des récepteurs Kappa-opioïdes; agoniste partiel D2 ayant une activité intrinsèque de 40 à 60%, affinité de liaison de Ki = 5-10nM et CE50 = 50-90nM)[12]

### Agonistes d'efficacité totale ou inconnue
- Apomorphine (utilisée pour traiter la maladie de Parkinson (MP) et le syndrome des jambes sans repos (SJSR)) - biais de la protéine G au récepteur D1[4]
- Bromocriptine (Parlodel - utilisé pour traiter la MP et le SJSR)
- Cabergoline (Dostinex  - utilisé pour traiter la MP et le SJSR)
- Ciladopa (utilisé pour traiter la MP et le SJSR)
- Dihydrexidine (utilisé pour traiter la MP et le SJSR)
- Dinapsoline (utilisé pour traiter la MP et le SJSR)
- Doxanthrine (utilisé pour traiter la MP et le SJSR)
- Epicriptine (utilisé pour traiter la MP et le SJSR)
- Lisuride (utilisé pour traiter la MP et le SJSR)
- Pergolide (utilisé pour traiter la MP et le SJSR) - disponible auparavant sous le nom de Permax, mais retiré du marché aux États-Unis le 29 mars 2007[13]
- Piribedil (Pronoran et Trivastal - utilisé pour traiter la MP et le SJSR)
- Pramipexole (Mirapex et Sifrol - utilisé pour traiter la MP et le SJSR)
- Propylnorapomorphine (utilisée pour traiter la MP et le SJSR)
- Quinagolide (Norprolac - utilisé pour traiter la MP et le SJSR)
- Ropinirole (Requip[14] - utilisé pour traiter la MP et le SJSR)
- Rotigotine (Neupro - utilisé pour traiter la MP et le SJSR)
- Roxindole (utilisé pour traiter la MP et le SJSR)
- Sumanirole (utilisé pour traiter la MP et le SJSR)

Certains, comme le fenoldopam, sont sélectifs pour le récepteur de dopamine D1.

### Agonistes indirects
Il existe deux classes de médicaments agissant en tant qu'agonistes indirects des récepteurs de la dopamine : les inhibiteurs de la recapture de la dopamine et les agents libérant de la dopamine.
Les agonistes indirects des récepteurs de la dopamine les plus couramment prescrits sont :
- Amphétamine et/ou dextroamphétamine (utilisés pour traiter le TDAH, la narcolepsie et l'obésité)
- Bupropion (utilisé pour faciliter le sevrage tabagique et traiter la dépendance à la nicotine et certaines dépressions)
- Lisdexamfétamine (utilisé pour traiter le TDAH et le syndrome d'hyperphagie incontrôlée)
- Méthylphénidate ou dexméthylphénidate (utilisé pour traiter le TDAH et la narcolepsie)

D'autres exemples incluent :
- Cathinone (pas d'utilisation médicale)
- Cocaïne (pas d'utilisation médicale comme stimulant du système nerveux central)
- Méthamphétamine (utilisée dans de rares cas pour traiter le TDAH et l'obésité)
- Phényléthylamine (amine trace endogène sans utilisation médicale)
- p-Tyramine (amine trace endogène sans usage médical)